# Arequipa (region)
Arequipa je region, který se nachází v jižní části Peru. Celkem zde žije přibližně 1,38 milionu obyvatel a hlavním městem je stejnojmenné město Arequipa, ve kterém žije většina obyvatel regionu. V letech 2013 a 2018 byl jihozápad regionu zasažen zemětřeseními o magnitudách 7,1 a v roce 2001 byl jih regionu zasažen zemětřesením o magnitudě až 8,4.